# Гун (мифология)
Гун (кит. 鯀, «большая рыба») — бог в китайской мифологии, иногда упоминаемый как отец Юя Великого, основателя династии Ся. Гун был назначен для защиты от Великого Потопа при императоре Яо по совету Четырех Гор. Гун использовал дамбы, чтобы попытаться остановить наводнение, но дамбы рухнули, в результате чего погибло много людей.

## В мифологии
Согласно Ши цзи Сымы Цяня, отцом Гуна был Чжуань-сюй, дедом — Чанъи, а прадедом — Желтый Император. Чанъи и Гун были простыми чиновниками, а не императорами. В Книге Хань, цитирующей Императорскую родословную Юя, говорится, что Гун был потомком Чжуаньсюя в пяти поколениях. В «Шань хай цзин» говорится, что Гун (также известный как «Белая лошадь» Баймо) был сыном Луомина (駱明), который, в свою очередь, был сыном Жёлтого Императора. Также во многих версиях мифологии Гун появляется как полубог. В некоторых легендах он открыл некоторые тайны богов.
Чтобы построить дамбы для защиты от наводнений, он украл Сиран у богов. После того, как дамбы были закончены, уровень воды поднялся, волшебная земля дамбы также поднялась, чтобы удержать воду. Сначала это работало очень хорошо, но когда дамбы поднялись слишком высоко (в легенде они поднялись до девяти rèn (仞) (древняя китайская мера от 1 до 3 метров), они рухнули, что привело к гибели многих людей в последующем наводнении. В некоторых легендах говорится, что Гун был казнен императором Шунем на Горе Перьев (в настоящее время Ляньюньган, провинция Цзянсу) мечом Ву, однако другие источники утверждают, что он покончил жизнь самоубийством, прыгнув в пропасть, где превратился в животное и стал богом бездны. Перед смертью он сказал своему сыну Юю Великому закончить свою работу.
В «Шань хай цзин» также говорится, что Гун имеет родственную связь с Хуаньтоу «Счастливая голова», также известным как Хуаньдоу «Счастливый шлем», одним из четырёх злодеев. Также, «Ши цзи» (史記正義) отождествляет Гуна с Таову («Блок-пень»).

## Этимология
Согласно Schuessler (2009 г.), 鯀 (кит. gǔn < др.-кит. *kwə̂nʔ) — то же имя, что и 鮌 (кит. gǔn < др.-кит. * kwə̂nʔ ) и 鯤 ( kūn <OC * kûn ), последнее — мифическая гигантская рыба, упомянутая в Чжуанцзы.
В своем трактате «Комментарии к сборнику морских существ Фуцзянь» (閩中海錯疏Mǐnzhōng hǎicuò shū ), ученый династии Мин Ту Бенцзюнь (屠本畯) утверждает, что кит. 馬鮫 (mǎjiāo) «китайская макрель» также называется кит. 章鮌 (zhānggǔn). Вольфрам Эберхард (1968 г.) предполагает, что описание 鯀 (Gǔn) в китайских текстах как «голой» и «темной рыбы» (кит. 玄魚) соответствует угрю.